# Evangeli grec dels Egipcis
|  | No s'ha de confondre amb Evangeli Copte dels Egipcis. |

L'Evangeli grec dels Egipcis és un evangeli gnòstic escrit entre la segona meitat del segle I i la primera meitat del segle ii en llengua grega. No es coneix el text original però s'ha conservat fragmentàriament per les citacions que en van fer diversos Pares de l'Església, sobretot Climent d'Alexandria, Hipòlit de Roma i Epifani de Constància. El títol deriva d'una citació de Climent al seu llibre Stromata. De fet l'Evangeli grec dels Egipcis utilitza la paraula Logos per designar al Salvador, cosa que denota la influència de l'Evangeli segons Joan, i suggereix que la data de la composició de l'Evangeli grec devia ser entre l'any 120 i el 150.

## Contingut
Es va estendre per Egipte durant els segles ii i iii. L'Evangeli grec va ser utilitzat pels encratits per reforçar les seves opinions sobre temes com ara el rebuig del matrimoni. l'Evangeli es caracteritza, de fet, per un notable ascetisme sexual i per la necessitat que expressa d'eliminar les diferències a causa del sexe entre els fidels. Aquesta característica la comparteix amb alguns capítols de l'Evangeli de Tomàs.
El text té la forma d'un diàleg entre Maria Salomé, deixeble de Jesús, i el Salvador. La seva lectura és confosa i hi ha discussions sobre la interpretació. Alguns hi veuen una invocació al celibat: "cada persona suporta l'ascetisme sexual com a mitjà de trencar el cicle mortal dels naixements i de superar les suposades diferències pecaminoses entre homes i dones, permetent que tothom pugui retornat al seu estat primordial i androgin". Hi ha qui pensa que tots aquests conceptes tenen un significat només simbòlic. Teòdot de Bizanci, una de les fonts del text, diu:
| « | Quan el Salvador va dir a Salomé que hi hauria mort mentre les dones tinguessin fills, no ho va dir com si els naixements fossin un abús, sinó perquè era necessari per a la salvació dels creients. | » |

## Reconstrucció a partir de Climent d'Alexandria
Cites de Climent d'Alexandria:
- [Salomé]- «¿Durant quant de temps estarà en vigor la mort?»
- [El Senyor]- «Mentre vosaltres les dones, seguiu engendrant».
- [El Senyor]«He vingut a destruir les obres de la dona de la concupiscència; les obres d'ella, la generació i la corrupció».
- [Salomé] «He fet bé al no engendrar»
- [Salomé]«¿Quan passaran aquestes coses?»
- [El Senyor]«Quan trepitgeu les vestidures del rubor i quan els dos vinguin a ser una sola cosa, i l'home, juntament amb la femella, no sigui ni home ni femella.»

Hipòlit de Roma critica els dogmes continguts en aquest evangeli sobre una ànima mutant difícil de trobar. I Epifani qualifica d'error la teoria de què el Pare, el Fill i l'Esperit Sant siguin una mateixa persona.
L'obra fa una reinterpretació de la història de la creació i la caiguda de l'ésser humà tal com ho explica el Gènesi: segons l'Evangeli grec dels Egipcis, la creació de les dones, amb la consegüent diferenciació dels sexes, va provocar la ruptura de la unitat de la humanitat, que només es podrà recompondre amb la supressió dels cossos i la unió dels sexes.
Epifani de Constància diu a Panarium, escrit al segle iv, que els Sabel·lians feien ús d'aquest evangeli. Segurament Epifani no tenia una informació gaire fiable sobre Sabel·li, que va ensenyar a Roma al segle ii i aquesta opinió podria ser un error.